# 锦缠道
锦缠道，词牌名。亦称《锦缠头》、《锦缠绊》。本调六十六字。后阕首句节奏为上一下四。后阕第四句虽八字，实则七字句上加一衬字“问”耳，句法为上七下一，或以前三字为断。后阕末尾一句，上四下五，与前半阕结句相同；而上四字之平仄，则为“仄仄平平”或“仄平平仄”。

## 词牌格式
仄仄平平，仄仄仄平平仄。仄平平、仄平平仄，平平仄仄平平仄。
仄仄平平，仄仄平平仄。仄平平仄平，仄平平仄。仄平平、仄平平仄。
仄仄平仄仄平平仄，仄平平仄，仄仄平平仄。